# Dario Amodei
Dario Amodei (1983) é um pesquisador e empreendedor americano de inteligência artificial. Ele é o cofundador e CEO da Anthropic, a empresa por trás da série de modelos de linguagem Claude. Anteriormente, foi vice-presidente de pesquisa na OpenAI.

## Início da vida
Dario Amodei nasceu em São Francisco, Califórnia em 1983. Sua irmã, Daniela Amodei, nasceu quatro anos depois. Seu pai era Riccardo Amodei, um artesão de couro italiano. Sua mãe, Elena Engel, é judaico-americana, nascida em Chicago, e trabalhou como gerente de projetos para bibliotecas.

## Educação
Dario cresceu em São Francisco e formou-se na Lowell High School. Amodei iniciou seus estudos de graduação no Caltech, onde trabalhou com Tom Tombrello como um dos alunos de Física 11 de Tombrello. Mais tarde, transferiu-se para a Universidade Stanford, onde obteve seu diploma de graduação em física. Ele também possui um PhD em física pela Universidade de Princeton, onde estudou eletrofisiologia de circuitos neurais. Foi pesquisador de pós-doutorado na Escola de Medicina da Universidade Stanford.

## Carreira
De novembro de 2014 a outubro de 2015, trabalhou na Baidu. Depois disso, trabalhou no Google. Em 2016, Amodei juntou-se à OpenAI.
Em 2021, Amodei e sua irmã Daniela fundaram a Anthropic junto com outros ex-membros seniores da OpenAI. Os irmãos Amodei estavam entre aqueles que deixaram a OpenAI devido a diferenças de direção.
Em julho de 2023, Amodei alertou um painel judiciário do Senado dos Estados Unidos sobre os perigos da IA, incluindo os riscos que ela representa no desenvolvimento e controle de armamentos.
Em novembro de 2023, o conselho de administração da OpenAI abordou Amodei sobre substituir Sam Altman e potencialmente fundir as duas startups. Amodei recusou ambas as ofertas.
Em outubro de 2024, Amodei publicou um ensaio intitulado "Machines of Loving Grace", especulando sobre como a IA poderia melhorar o bem-estar humano.
Em 2025, a revista Time listou Amodei como uma das 100 pessoas mais influentes do mundo.